# Diskos Jyväskylä
Diskos Jyväskylä (w skrócie Diskos) – fiński klub hokeja na lodzie z siedzibą w Jyväskylä.

## Historia
Poprzednikami klubu w mieście były: Jyväskylän Lohi (1974–1990), Lohi-Kiekko (1990–1993). Od 1993 istniał Diskos Jyväskylä. W sezonie 1995/1996 rozegrał sezon w drugiej klasie ligowej I-divisioona. W kolejnym sezonie 1996/1997 uzyskał ponowny awans do drugiej ligi. Od sezonu 2000/2001 drużyna uczestniczła w nowych rozgrywkach drugiej klasy ligowej tj. Mestis. W edycji 2001/2002 zespół został zdegradowany do trzeciej ligi tj. Suomi-sarja. Klub działał do 2004 i wtedy powstał jego następca, D-Kiekko, istniejący do 2008, gdy został zastąpiony przez D Team (w tym czasie ściśle współpracował z innym miejskim klubem JYP, występującym w najwyższej klasie SM-liiga i służył temuż jako zespół farmerski). W jego miejsce w 2011 powstał klub JYP-Akatemia, funkcjonujący do 2017, działający do edycji Mestis 2016/2017. Przy tymże klubie istniał twór Diskos Jyväskylä, obejmujący drugą drużynę oraz grupy młodszych roczników, który w 2015 przemianowano na D-Kiekko. Drużyna D-Kiekko przystąpiła do edycji Suomi-sarja 2015/2016.